# Myiophilie

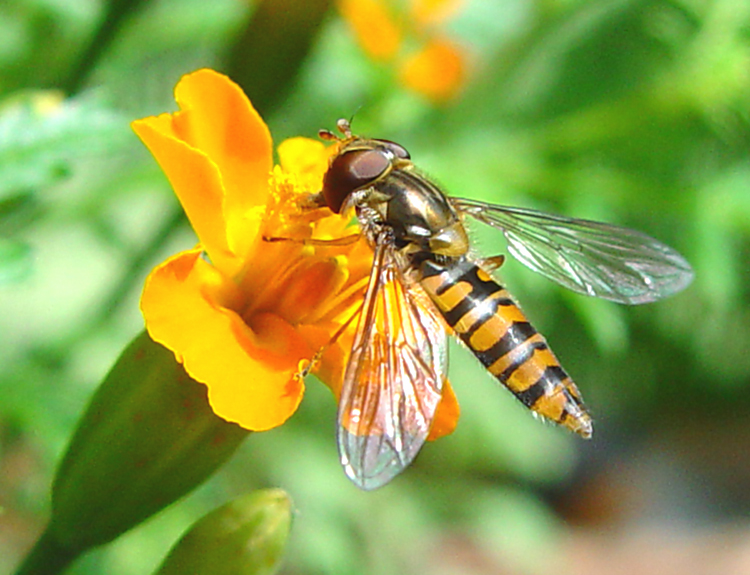
Hainschwebfliege (Episyrphus balteatus)

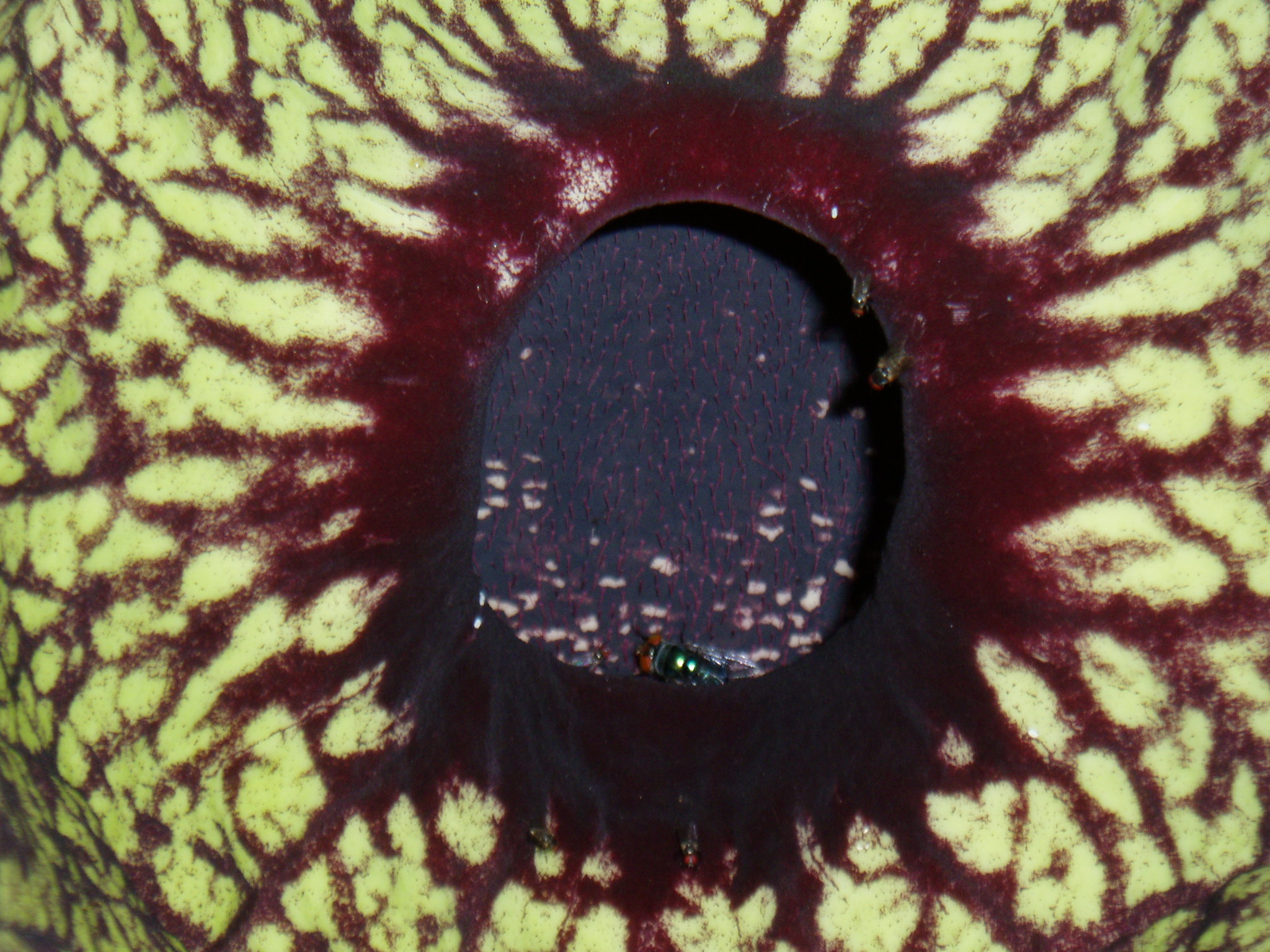
Fliegen am „Annulus“ einer Blüte von Aristolochia grandiflora

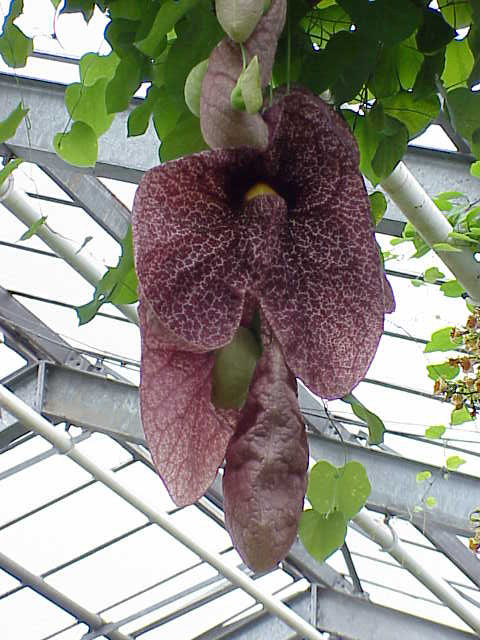
Aristolochia gigantea

Myiophilie oder Myophilie bezeichnet die Anpassung von Blumen an die Bestäubung durch Zweiflügler Diptera (Fliegen und Mücken) (Dipterenblumen).
Man unterscheidet hauptsächlich Fliegenblumen, die Aasfliegenblumen (Sapromy(i)ophilie) und die Pilzmückenblumen (Mycetophilie). Bei wenigen Arten kommt noch die Kleptomy(i)ophilie (Nistfliegen, Halmfliegen) vor, hier produzieren die Blüten einen Geruch von angegriffenen oder gefangenen (toten) Insekten, um die kleptoparasiten Fliegen anzulocken.
Die Fliegenblumen können auch weiter in Klein- und Großfliegenblumen gegliedert werden Mikro-, Makromyiophilie.
Die Blumen sind durch folgende Merkmale an die Bestäubung durch Fliegen und Mücken angepasst:
- Die Blumen sind oft Scheiben-, Schalen-, Kesselfallen-, Gleit- oder Klemmfallenblumen.
- Der Nektar der Fliegenblumen ist frei zugänglich, was dem kurzen Rüssel der Fliegen entgegenkommt.
- Bei den Täuschblumen (Aasfliegen- und Pilzmückenblumen) fehlt der Nektar.
- Die Blütenfarbe ist schmutzigweiß, schmutziggelb, grüngelb oder rotbraun, teilweise auch fleischfarben, was den Bruttrieb anspricht.
- Der Duft ist oft aminoid und aasähnlich, für den Menschen oft ekelerregend. Dieser Duft tritt häufig zusammen mit der rotbraunen Färbung auf. Andere Blumen duften fruchtig bis zitronig.

Besonders die Schwebfliegen (Syrphidae) können mit ihrem Rüssel nicht nur den flüssigen Nektar aufsaugen, sondern mithilfe von Zähnchen an der Innenseite des Unterlippenpolsters auch den Pollen aufnehmen. Nicht zu den Fliegenblumen gerechnet werden Arten, die nicht hauptsächlich durch Diptera-Arten, sondern auch von anderen bestäubt werden, wie etwa die Gemeine Ochsenzunge (Anchusa officinalis).
Typische Fliegenblumen sind viele Steinbrech-Arten (Saxifraga), das Milzkraut (Chrysosplenium), viele Euphorbien und die Waldreben (Clematis) mit ihren weißen Pollenblumen. Das Sumpf-Herzblatt (Parnassia palustris) ist eine Fliegen-Täuschblume.
Die Aristolochiaceae und die Rafflesiaceae sind überwiegend Aasfliegen- und Pilzmückenblumen. Die Gattung Aristolochia bildet Kesselfallenblumen in die Fliegen gelockt werden.
Zu den Pilzmückenblumen gehören die Pilzmimeten, die Blüteninnenseite ähnelt hier dem Pilzfruchtkörpern von Hutpilzen als Lockmittel zur Bestäubung. Sie locken so Pilzmücken an die ihre Eier in den vermeintlichen Pilzfruchtkörper legen wollen. Die Anlockung erfolgt wahrscheinlich durch den Duft, da die Blüten optisch den Pilzen nur wenig ähneln. Pilzmimeten sind die Geschwänzte Haselwurz Asarum caudatum aus Nordamerika und Aristolochia arborea aus Mexiko auch wenn der Bestäuber unbekannt ist.

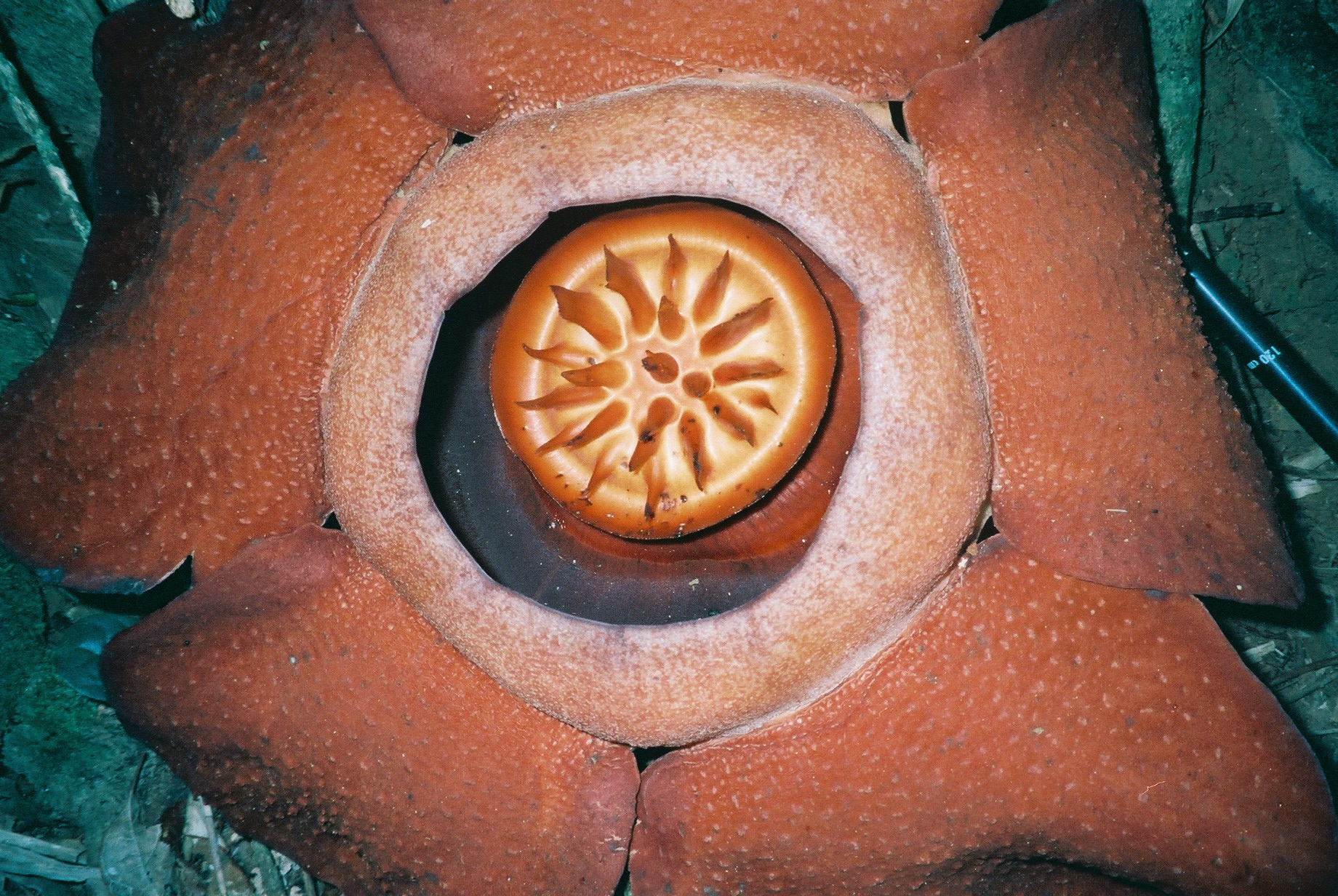
Rafflesia kerrii
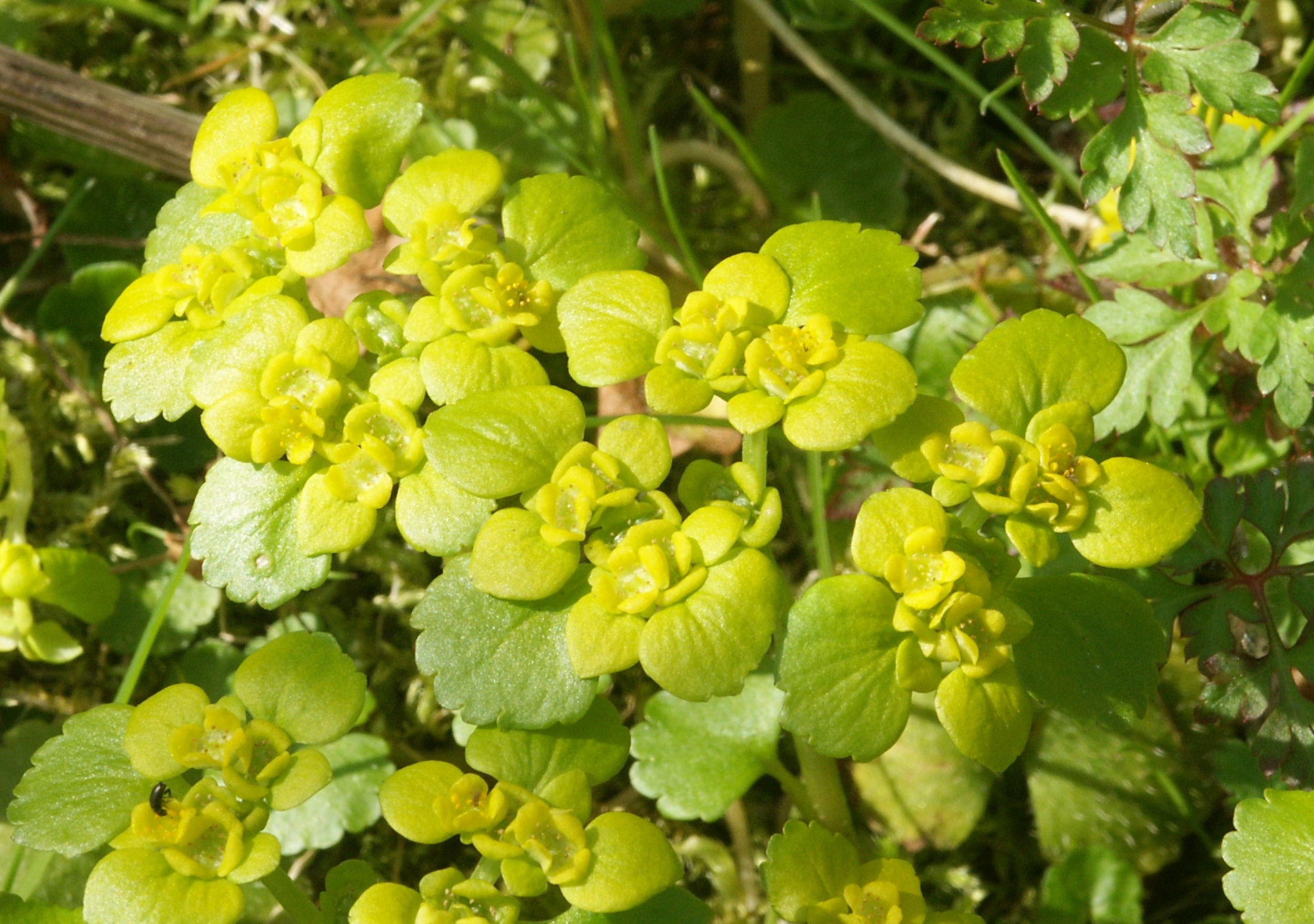
Wechselblättriges Milzkraut (Chrysosplenium alternifolium)